# Intervenció psicològica
La Intervenció psicològica la podem entendre com l'activitat d'un psicòleg en el seu exercici professional amb el qual es proposa exercir una influència sobre la conducta d'un individu.

## Models i tècniques
Psicoteràpia vol dir tractament de la psique. Els pioners d'aquesta va ser els científics que van aplicar la hipnosi als seus pacients, com per exemple Jean-Martin Charcot, Josef Breuer, Hippolyte Bernheim, etc. A partir d'aquests autors neixen els treballs de Sigmund Freud que d'alguna manera, a excepció dels treballs conductistes, ha estat la base de la intervenció psicològica. L'any 1975, Morris Parloff va fer un estudi on va determinar que existien 140 formes de psicoteràpies vigents, amb els següents punts en comú:
- Fomentar l'insight
- Reduir la pertubaió emocional
- Fomentar la catarsi
- Proporcionar informació nova
- Designar tasques fora de la tàpia

### Model psicodinàmic

#### Fonaments com a model terapèutic
En psicoteràpia el terme psicodinàmic fa referència al conflicte infrapsíquic. Va ser creada per Sigmund Freus (1856-1939) que mantenia una idea provinent de la psicofísica que deia que hi havia un nivell conscient i un de preconscient, on ell va establir el llindar de la censura. L'obra de Freud es podria dividir en 4 etapes:
- Etapa prefundacional(1886-1895): Freud classifica les neurosi i en busca un mètode de tractament. Desenvolupa un model causal de les histèries i desenvolupa una teoria del processos psíquics.
- Etapa fundacional (1895): Desenvolupa l'associació lliure i abandona la teoria d'experiències traumàtiques (seducció infantil). L'associació lliure l'usa amb ell mateix descobrint el Complex d'Èdip[1][2] que s'estén com a concepte universal.
- Etapa de la psicologia de l'això: El concepte de la libido, entès com la font d'energia del psiquisme, entra en joc. La libido o pulsió sexual pot reprimir-se, descarregar-se, sublimar-se, etc. Les transformacions de la libido regulen l'elecció de l'objecte i la formació del caràcter o estructura psíquica. Concep les neurosis com a resultat d'una regressió o fixació en el desenvolupament psicosexual.
- Etapa de la psicologia del jo: Segona la teoria de l'estructura mental a partir de les forces psíquiques de l'això (o allò, segons la traducció), el jo i el super-jo. I també s'introdueix el concepte de Thanatos o concepte de pulsió de mort. El jo se situa al centre del treball psicoanalític, i la psicoanàlisi es dirigeix a alleugerir el jo.

La psicoanàlisi es va transformar amb el que es coneix com els seus autors dissidents: Carl Gustav Jung i Alfred Adler, el que va donar lloc a diverses corrents, tal com es dona actualment en la psicoanàlisi moderna on es propugnen diferents teories de seguidrs d'autors com Melanie Klein, Anna Freud, etc.
- Les Tècniques del model psicoanalític es basen en 3 processos: l'Associació lliure i l'anàlisi dels fenòmens de transferència i contratransferència
  - L'associació lliure consisteix en l'expressió de tots els pensaments, sentiments, fantasies i produccions mentals en general del pacient segons li vagin sorgint al seu cap i sentiments sense exclusions o restriccions. L'analista s'absté de respondre a demandes específiques i li fa de pantalla o mirall en blanc que projecta el discurs. L'analista, no ha de donar prioritat inicialment a cap component del discurs i és el pacient qui projecta o desplaça sobre l'analista aspectes crucials amb figures importants de la seva història vital. Això, permet a l'analista dirigir el discurs cap a aspectes més inconscients (que es van fent conscients), junt amb l'anàlisi i la interpretació d'aquests fenomen.

#### Mètode d'Adler
Se centra a aconseguir una adaptació del subjecte a la seva realitat habitual i als seus valors. Els estils de vida problemàtics sorgeixen de conceptes erronis, per tant el seu enfocament per la teràpia gira al voltant de l'exploració i la modificació d'aquests conceptes.

#### Psicoteràpia de Jung
Carl Gustav Jung (1875-1961) fou un metge, psiquiatre, psicòleg i assagista suís. La seva teràpia se centrava a captar totalment l'estructura i funció del psiquisme, i entenia que era vital que la psicologia annexés el mètode experimental. El mite, els somnis i les psicopatologies constituirien un espectre de continuïtat, manifestant in vivo trets singulars, que operen sistemàticament en les profunditats de la vida anímica inconscient. Aquestes manifestacions les va anomenar arquetips o patrons de comportament. Els arquetips modelarien la forma que la consciència humana experimenta del món i com el percep. Aquests durien implícit la matriu de respostes possibles que són factibles d'observar, en un moment determinat, en la conducta particular d'un subjecte. Els arquetips actuen en tots els homes, cosa que li va permetre postular l'existència dd'un inconscient col·lectiu.

### Model humanístics
Els models humanistes inclouen les concepcions fenomenològiques humanistes i existencialistes desenvolupades en el camp psicoterapeutic. En aquest camps destaquen, la Teràpia gestalt, l'anàlisi transaccional i la psicoteràpia centrada en el client. El model es comença a desenvolupar quan Carl Rogers a la dècada dels 50 elabora la psicoteràpia centrada en el client i Abraham Maslow descriu la seva piràmide. L'any 1961 apareix com a reacció al conductisme l'Associació Americana de Psicologia Humanista. Podríem dir que els models humanistes es caracteritzen per:
- La importància concedida a la percepció subjectiva del món, com determinant fonamental de la conducta.
- Cada persona posseeix de manera innata un potencial de creixement orientat a metes positives.
- La persona humana és independent i plenament responsable dels seus actes.
- Només podem comprendre la persona a través de l'empatia.
- La intervenció terapèutica se centra en l'aquí i ara de l'experiència actual i immediata, concedint poca importància als antecedents històrics.
- A nivell de tècniques podem parlar de l'empatia, de la consideració positiva incondicional i la congruència (per a poder ser tractat i mostrat empàtic i inconsicional, els valors han de ser congruents entre terapeuta i pacient).

#### Fonaments terapèutics
La persona té una tendència o impuls a l'actualització, però un concepte negatiu d'un mateix en les etapes primarenques pot evitar que aquest impuls flueixi correctament. La teràpia centrada en el client, intenta que el subjecte expressi les seves ambivalències i reaccions hostils per fer fluir aquest impuls. Igualment, existeix el concepte de l'experiencing o experimentació conscient d'un sentiment reprimit, que permet al subjecte actualitzar la seva experiència. El subjecte pot desenvolupar una desconfiança cap a la seva pròpia experiència emocional basant-se en les pràctiques de l'educació i la criança que fan que hagi d'inhibir alguns sentiments o desitjos. Aquesta discrepància genera psicopatologia.

#### Teràpies humanistes
- Teràpia centrada en el client: El sol·licitant del servei no es considera un pacient, sinó un client, ja que és part activa del tractament i té el mateix estatus que el terapeuta, de manera que el client és absolutament lliure per dirigir per mitjà de la psicoteràpia el seu propi camí de desenvolupament personal. El terapeuta ha d'oferir al client una relació basada en tres condicions necessàries i suficients: empatia, acceptació positiva i autenticitat o congruència.
- Teràpia Gestalt: S'enfoca més en els processos que en els continguts. Posa èmfasi sobre el que està succeint, s'està pensant i sentint en el moment per sobre del que va ser, va poder haver estat, podria ser o hauria d'estar succeint. El client aprèn a fer-se més conscient del que fa, a acceptar-se i experimentar l'aquí i ara. Els fonaments els trobem en:
  - L'aquí i ara: viure i sentir el present. Viure i sentir la realitat.
  - L'adonar-se: És el client qui ha d'adonar-se del que li passa. Només es necessita ser conscient per canviar una conducta.
  - Acceptar el que un és: No buscar ídols i ser responsable dels propis actes.
  - Emfatitzar el com i el per a què: En comptes del perquè. És més d'utilitat inferir en el com em sento, com sento aquesta situació, etc., que saber per què succeeixen les coses.
- Anàlisi transaccional: Iniciada per Eric Berne es basa a analitzar les formes en què les persones interaccionen entre si, mitjançant transaccions psicològiques, amb els seus estats del jo pare, adult i nen. A nivell profund, ens facilita deixar el guió psicològic que decidim en la infància sota la influència de les figures parentals i d'autoritat, que van ser necessàries per sobreviure i que podem encara estar seguint de forma inconscient, per al deixar-les poder tenir la nostra pròpia capacitat de pensar, sentir i actuar, al servei d'un viure saludable.

### Models conductuals
La terapia conductista neix amb l'avaluació psicològica dels soldats de la II Guerra Mundial. A partir de 1950, es produeix la gran explosió d'aquest model, amb 3 punts focus geogràfics d'extensió. A Anglaterra, Hans Eysenck, a Sud-àfrica Joseph Wolpe i als Estats Units B.F.Skinner. El 1959, Eysenck introdueix el terme teràpia de conducta per referir-se a aquella psicoteràpia basada en els principis de l'aprenentatge i en una metodologia científica del tractament. En la dècada de 1960 Albert Bandura desenvolupa l'aprenentatge per imitació o modelatge i apareixen els primers models cognitiu-conductuals amb Albert Ellis i Aaron Beck i amb els mètodes de tractament d'inoculació de l'estrès i l'ansietat de Donald Meichenbaum. Això fa crear dues corrents en la teràpia de conducta:
- Els que rebutgen els termes mentalistes i creuen amb la suficiència del condicionament. (Wolpe i seguidors de Skinner)
- Els que creuen que el condicionament és important però insuficient (Eysenck).

Els postulats del model conductual són:
- Els processos mentals són activitats encobertes, no observables.
- L'avaluació o diagnòstic conductual consisteix en la determinació de la conducta objecte d'estudi i conseqüents de la conducta a la fi de modificar-la.
- La terapia consiseix la modificació dels antecedents i conseqüents de la conducta.
- La conducta pot ser manifesta (accions) o encoberta (pensaments).
- El subjecte és estudiat en la seva conducta encoberta i manifesta.
- Es diferencia entre activitat mental, activitats conductuals i conducta.
- La teràpia de conducta estudia la conducta encoberta a través de la manifesta. Una no és conseqüència, però, de l'altre.
- La teràpia i el terapeuta de conducta sent un profund respecte per la persona del seu pacient, l'informa de les seves intervencions, de les quals sol demanar consentiment.[1]
- Pel que fa a les tècniques la teràpia conductual, usa el diagnòstic i l'anàlisi funcional i el conductual. O sigui, que consisteix a traduir el problema presentat en categories conductuals operatives i a determinar les variables que les mantenen. L'anterior procés determina quines variables són en funció de la conducta estudiada i el terapeuta comparteix amb el seu client o pacient els resultats de l'anàlisi i com és desitjable intervenir.
  - Condicionament Clàssic: Exposició i dessensibilització sistemàtica.
  - Condicionament instrumental: Reforç positiu i càstig.
  - Modelament: El pacient observa i imita un model.
  - Autocontrol: Les intervencions es proposen al pacient com vies d'autoregulació o aprenentatge, com per exemple els autoregistres.

#### Fonaments terapèutics
La teràpia conductual se centra en els processos conductuals més propers a la conducta manifesta, en aquí i ara i considerant que la conducta anormal és adquirida en gran part a través de l'aprenentatge. En aquest sentit el condicionament clàssic posseeix les teories de Mowrer dels Teoria dels dos factors (la resposta de fugida és reforçada per la disminució de l'ansietat enfront un estímul inicialment neutre) i la Teoria d'incubació de la por (Paradoxa neuròtica, on l'estímul condicionat de caràcter fort pot adquirir les característiques de l'incondicionat, de manera que la resposta ansiògena no desapareix).
Els principis comuns de tota teràpia conductual són:
- Continuïtat entre conducta normal i anormal, pel que les lleis de l'aprenentatge es poden aplicar a tota mena de conducta.
- Les tècniques terapèutiques es poden basar en les troballes empíriques i els fonaments teòrics de la psicologia experimental.
- La teràpia es dirigeix a aquelles conductes desadaptatives que són específiques i manifestes.
- Preocupa l'estat actual del pacient.
- Les finalitat de les teràpies de modificació de la conducta són:
  - Reducció de conductes lligades a l'ansietat (fòbies, rituals obsessius, etc.)
  - Reducció de conductes hedonistes patològiques (bulímia nerviosa, exhibicionisme, etc.)
  - Desenvolupament de conductes més adaptatives (aprenentatge sexual, social, etc.)

Les teràpies conductuals més conegudes serien la dessensibilització sistemàtica que comprèn tres etapes:
- Entrenament en relaxació muscular.
- Construcció de jerarquies d'ansietat.
- Aplicació de la dessensibilització que es desplaça al llarg de la jerarquia.

Després tindríem el Flooding o inundació o implosió que consisteix a aplicar el principi d'extinció, és a dir, que els estímuls condicionats a la por perdin la seva qualitat d'aversius d'una forma gradual, sense que hi hagi conseqüències negatives. També podem parlar de l'entrenament assertiu, el modelament, la teràpia aversiva, el maneig de contingències, la bioretroalimentació, etc.

### Models sistémics

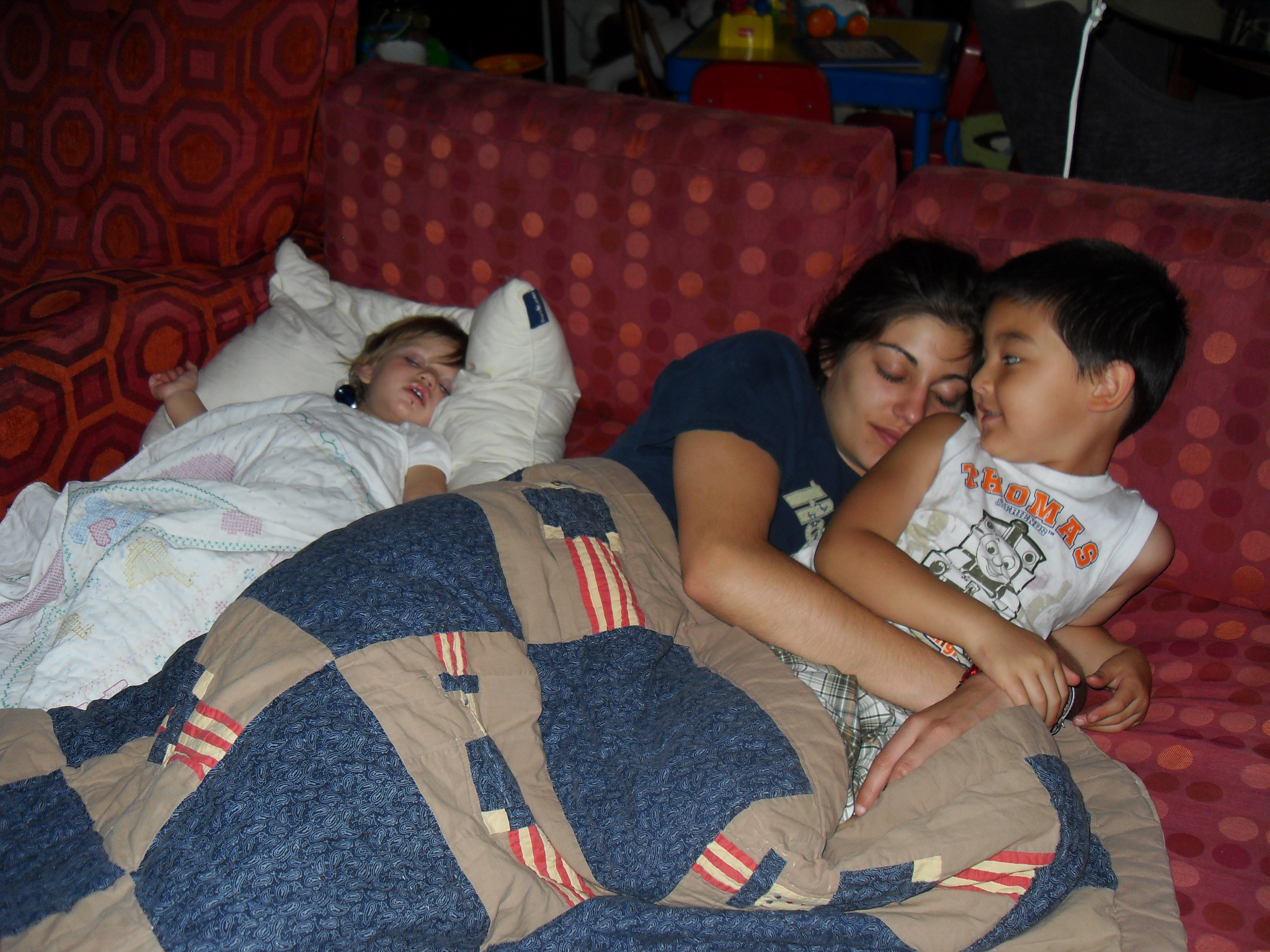
La família és estudiada com un sistema per l'Escola psicològica de Milà

Els models sistèmics van units a l'evolució de la teràpia familiar. El propósit és augmentr la comprensió del pacient per millorar el seu tractament. Inicialment, aparegué el corrent del neopsicoanàlisi que posava èmfasi en l'origen psicosocial dels conflictes psíquics, o sigui com la família intervenia en la interiorització de determinades orientacions de valor patològic social dels seus membres. La dècada de 1960 apareix el grup de Palo Alto als Estats Units a partir de l'estudi de Gregory Batenson sobre la comunicació de l'esquizofrènia i la relació amb les famílies amb estils de comunicació incongruents o paradoxals i a Europa l'escola de Milà liderada per Mara Selvini Palazzoli més centrat en el concepte de família com un sistema. Aquests dos grups seran els més influents. Val dir que els llaços comuns entre elles parteixen del fet que el terapeuta intenta fer un diagnòstic dels sistema familiar implicat en el pacient identificat. Uns se centre en el procés de seqüència problema-solució intentada (Paul Watzlawick), altres en les aliances o coalicions familiars (Minuchin) i altres analitzen la demanda i el símptoma del membre identificat (Selvini-Palazzoli).
A nivell de tècniques, podem parlar de:
- Reformulació del problema: Es tracta d'explicar d'una manera diferent el que està succeint en la seqüència de relacions familiars, de manera que es possibiliti el canvi.
- Ús de la resistència: Aliar-se amb l'oposició al canvi, amb frases com I perquè ha de canviar vosté? de manera que el terapeuta recupera el control.
- Intervenció paradoxal: Proposar de manera controlada allò que constitueix el problema amb certs matisos de manera que es trenqui la seqüència habitual. (Ex: ajudar al paranoic a buscar els micrófons que ell creu que estan amagats).
- Prescripció de tasques:Consisteix a demanar i modelar pautes familiars
- Il·lusió d'alternatives: El terapeuta suggereix que sol hi ha dues possibilitats de maneig d'un problema, indicant que no hi ha altres vies.
- Ús d'analogies: S'usa la metàfora per observar reaccions i abordar la resistència davant problemàtiques familiars.
- Qüestionament familiar: Consisteix en l'estil del tpeuta de preguntar a les famílies els fets en interrelació en la seqüència familiar.

### Models cognitius
Són el resultat de diverses evolucions de diferents escoles psicològiques. Els fundadors moderns d'aquesta psicoteràpia són Albert Ellis i Aaron Beck. Amb dos es van formar en psicoanàlisi i la van abandonar quan van observar la dissonància entre les evidències de la investigació i la recerca psicològica i els postulats del model. En aquest sentit, Ellis va anar modificant gradualment el seu model terapèutic fins a arribar a un model propi, el qual va observar que a poc a poc anava augmentant el percentatge d'èxit. L'any 1958, publica el seu famós Model A-B-C on assegura que els trastorns emocionals (C) no deriven directament dels esdeveniments vitals actuals o passats (A) sinó de determinades creences o exigències que el mateix subjecte ha adquirit i en les quals s'autodoctrinava (B). La seva teràpia és coneguda com la Teràpia racional emotiva.
Per un altre cantó Beck, treballa amb la depressió on observa que l'estructura de les experiències dels individus determina els seus sentiments i conductes. Aquests equivalen a les creences irracionals d'Ellis i són adquirits en les etapes primarenques de la vida, i romanen a nivell no conscient activant-se posteriorment per diversos esdeveniments i a interpretacions distorsionades (distorsions cognitives) generant problemes emocionals, conductuals i relacionals. La detecció del mateix subjecte i l'aprenentatge de la seva modificació constitueixen la Teràpia Cognitiva de Beck. en l'actualitat, exietix un altre corrent, anomenada constructivista que entén que no es pot concebre una realitat objectiva que sigui distorsionada, ni que la cognició estigui per sobre de l'emoció o l'acció, pel que la seva teràpia consisteix en la reconstrucció de la mateixa coherència del sistema cognitiu del pacient.
A nivell de tècniques cognitives podem parlar que el treball cognitivista va des de la conceptualització a la intervenció del cas concret. La primera és iniciar el procés diagnòstic mitjançant les primeres hipòtesis sobre l'estructura cognitiva a partir de la simptomatologia o patró conductual problemàtic. El terapeuta racionalista apuntarà a detectar els supòsits o creences disfuncionals i les distorsions cognitives subjacents a la presentació simptomàtica, i el terapeuta constructivista el rang d'incoherència en l'estructura subjectiva de significats. Un cop fet el diagnòstic es dissenya la intervenció terapèutica on existeixen diferents tècniques:
- Detecció de pensament automàtics (Stop Thinking).
- Classificació de distorsions cognitives.
- Detecció i treball amb els supòsits o creences personals.
- Ús d'imatges.
- Disputa racional de creences disfuncionals.
- Tècnica del rol fix.
- Resolució de problemes.
- Inoculació de l'estrès.
- Autoobservació amb video o moviola.
- Ús de la dramatització.
- Entrenament en habiliats socials.
- Ús de l'exposició amb relaxació o sense.
- Ús de les tasques de domini.
- Treball amb la família.

#### Teràpies Cognitives
- Teràpia Recional Emotiva (TRE): Quan una conseqüència plena d'emocions segueix un esdeveniment activador, pot semblar que aquest va causar-lo però en realitat aquestes emocions provenen de les creences irracionals del subjecte, les quals s'han de modificar per evitar el patiment emocional.
- Inoculació de l'estrès: Les respostes de por i cólera s'entenen com una interacció de dos elements fonamentals: una elevada activació fisiològica, i pensaments que interpreten la situació com a perillosa o amenaçadora. La inoculació de l'estrès ensenya a l'individu a relaxar la tensió i substituir les antigues interpretacions negatives per pensaments d'afrontaments a l'estrès.
- La reestructuració cognitiva: El subjecte, amb l'ajuda del terapeuta, identifica, avalua i discuteix els seus pensaments irracionals o inadequats que són la causa de la seva pertorbació. Tot això es fa amb l'objectiu que el subjecte desenvolupi l'habilitat d'avaluar de forma més realista els esdeveniments.